# 紫翅麗菊虎
紫翅麗菊虎（学名：Themus (Themus）为菊虎科麗菊虎屬下的一个种。

## 扩展阅读
- 維基物種上的相關：紫翅麗菊虎